# Radziechowy
Radziechowy is een dorp in de Poolse woiwodschap Silezië. De plaats maakt deel uit van de gemeente Radziechowy-Wieprz en telt 5000 inwoners.

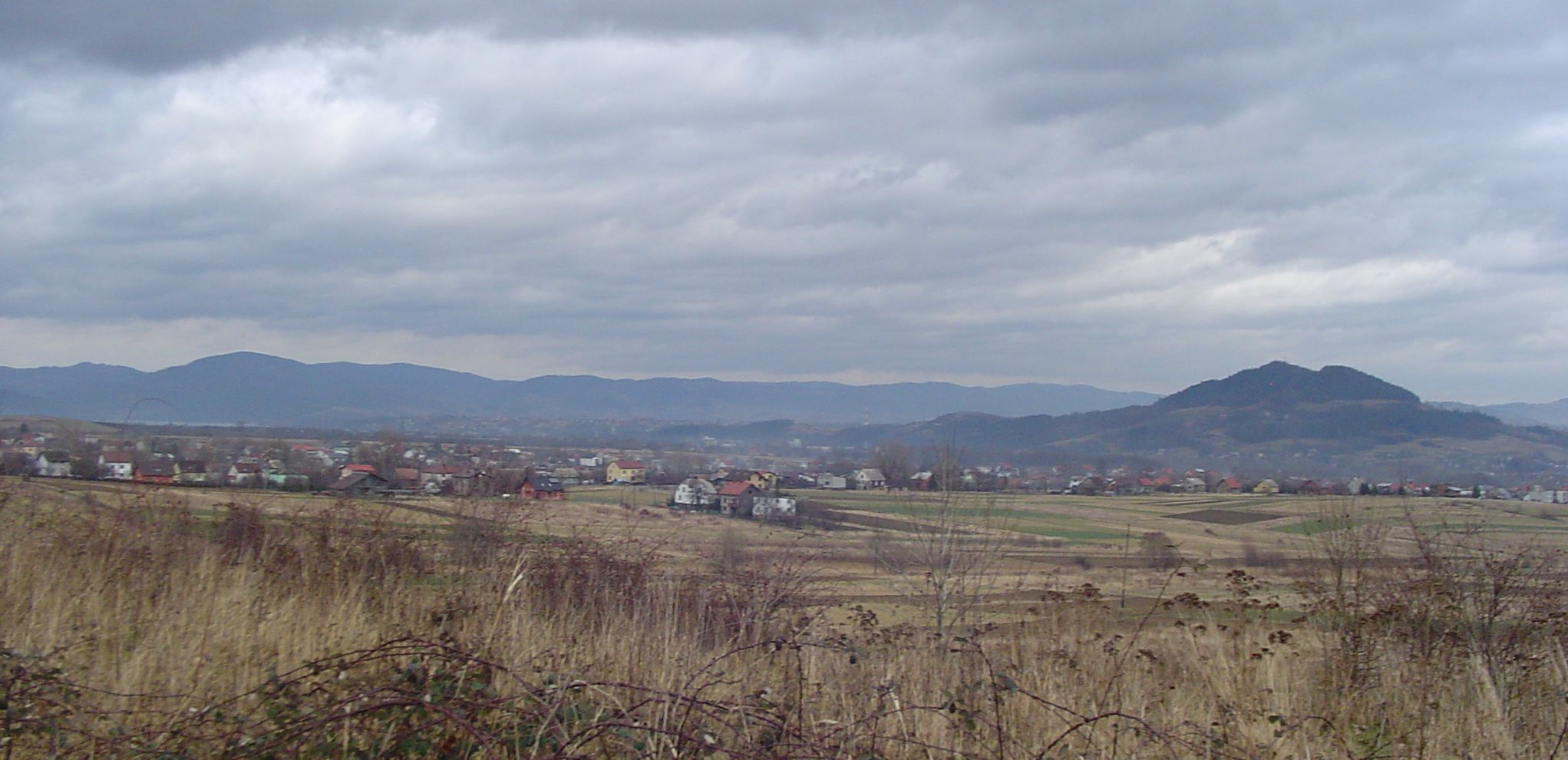
Zicht op Radziechowy